# Canterburyi Szent Tamás
Canterburyi Szent Tamás, eredeti nevén Thomas Becket (magyarosan Becket Tamás) London, 1117 vagy 1119. december 21. – Canterbury, 1170. december 29.) canterburyi érsek, Anglia prímása.

## Élete
Másodgenerációs normann bevándorlóként született a londoni Cheapside-ban 1120 körül, apja jó kapcsolatokkal rendelkező, de nem különösebben vagyonos kereskedő volt. Fiát a mertoni Ágoston-rendi kolostorban taníttatta. Becket később Párizsban tanult néhány évig, majd 1140-ben hazatért, és számvevő lett. 
Apja egyik barátjának közbenjárására, Theobald canterbury érsek írnoka, titkára lett, aki Bolognába és Auxerre-be küldte jogot tanulni. 1154-ben fődiakónussá nevezték ki. Theobald, felismerve Becket képességeit, 1155-ben azt ajánlotta II. Henrik királynak, hogy nevezze ki kancellárnak. Miután ez megtörtént, a király és Beckett között szoros barátság alakult ki: együtt vadásztak, szórakoztak, utaztak Angliában.
Kortársaitól tudható, hogy Beckett élvezte a társadalmi helyzetéből adódó vagyont: fényűző partikat adott, tékozlóan élt és számos alkalommal utazott Franciaországba saját hajóján. Az egyház és a világi hatalom ellentéteiben a király érdekeit képviselte, ami felbőszítette Theobaldot, aki éppen ennek ellenkezőjét akarta elérni, amikor Becketet kancellárnak javasolta. Theobald magához kérette fődiakónusát, ám az, annak ellenére, hogy az érsek alárendeltje volt, nem válaszolt a hívásra.
1168. április 18-án Theobald elhunyt. Henrik, életstílusa és reputációja ellenére, Becketet találta alkalmasnak az érseki pozíció betöltésére. A király azt kérte barátjától, hogy az egyházi poszt mellett tartsa meg kormányzati pozícióját is. Henrik ettől azt várta, hogy Becketen keresztül egyszerre tud hatalmat gyakorolni az állam és az egyház felett. Becket nem akarta elvállalni a pozíciót. Figyelmeztette az uralkodót, hogy érsekként az egyház érdekeit fogja szolgálni, ami eltávolítja majd őket egymástól. „A mi mostani nagy barátságunk a legizzóbb gyűlöletté fog válni. Tudom, hogy ön tőlem mint érsektől olyan dolgokat fog követelni, mélyeket én mint érsek képtelen leszek jó lelkiismerettel végrehajtani, hiszen Ön már eddig is sok kívánságát végrehajtotta az egyház ellenére. Irigyeink meg fogják ragadni ezt a kedvező alkalmat, közénk fognak ékelődni, és amikor ön megvonja tőlem a jóakaratát, vég nélküli viták kezdődnek köztünk” – mondta Becket a királynak.
Henrik azonban nem vette komolyan őt, mivel Becket korábban szilárdan képviselte álláspontját az egyházzal szemben. 1162. június 1-én pappá, a következő napon pedig püspökké szentelték Becketet. Az angol püspökök közül csak Gilbert Foliot, Hereford püspöke tiltakozott. Beckett, a király akarata ellenére, még ebben az évben lemondott a kancellári tisztségről, ami megrontotta a kettejük közötti baráti viszonyt, amelyet nem is sikerült később helyreállítani. Henrik megütközve, személye elleni sértésként, az engedelmesség megtagadásaként fogadta Becket döntését.
A viták egyre hevesebbek lettek a felek között az egyházi és világi hatalom szétválasztásáról. 1163 tavaszán Henrik Foliot-t nevezte ki London püspökének, aki megtagadta Beckettől a kánoni engedelmességet, és szervezni kezdte a püspököket ellene. Henrik úgy döntött, megszünteti a privilegium forit, amelynek értelmében az egyházi emberek felett csak egyházi bíróság ítélkezhetett. Becket zsinatot hívott össze Westminsterbe, és a püspökök támogatták tiltakozását az uralkodói lépés ellen. Amikor a király azt tudakolta a püspököktől, hogy hajlandók-e tiszteletben tartani a királyi szokásjogot, azt válaszolták, igen, ha azt egyházi hivataluk lehetővé teszi.
Henrik, látva, hogy nem sikerül akaratát keresztülvinnie, elhagyta a várost, és a püspökök többsége, megijedve haragjától, korábbi ellenkezésükkel felhagyva, csatlakozott hozzá. Három püspök, a chichesteri, a yorki és a londoni Becket ellen fordult. A királynak újabb zsinatot hívott össze, most Clarendonba, amelyen a püspökök cserbenhagyták Becketet. 1164. október 1-jén Becketnek ismét meg kellett jelennie a király előtt Northamptomban, aki megfosztotta a vagyonától és lemondásra szólította fel. Másnap Becket Franciaországba, a Sens-ban tartózkodó pápához menekült.
1170 júniusában a yorki érsek megkoronázta a király fiát, Henriket, ami a canterburyi érsek joga lett volna, ezért Becket a pápához fordult. III. Sándor nyomására Henrik újrakezdte a tárgyalásokat Beckettel, és 1164 után először ismét személyesen találkoztak. A király ígéretet tett Becketnek, hogy visszaállítja érseki jogait, és biztosította egykori barátját, hogy nem lesz bántódása, ha visszatér Angliába. Beckett azonban kiközösítette az egyházból a koronázás három egyházi résztvevőjét.
Becket 1170. december 1-jén érkezett vissza Angliába. Kortárs beszámolók szerint ujjongó tömeg üdvözölte őt útján Canterburybe, a királlyal lojális hatalmasságok azonban ellenségesen fogadták. A három kiközösített érsek, a yorki,  a londoni és a salisburyi a királyi udvarba utazott, ahol tájékoztatták Becket őket érintő döntéséről. Henrik dühbe gurult. Azt nem tudni, hogy adott-e konkrét utasítást Becket megbüntetésére, vagy sem, mindazonáltal négy lovag, Reginald FitzUrse, William de Tracy, Hugh de Morville és Richard le Bret Canterburybe utazott, és 1170. december 29-én, az oltár előtt kardokkal megölte az érseket.
1173. február 21-én a pápa szentté avatta Becketet. Az érsek sírja felkapott zarándokhellyé vált, és 1174-ben maga a király is ellátogatott oda, ezzel mintegy szentesítve a Becket-kultuszt. 1220-ban földi maradványait áthelyezték a székesegyház kriptájából a dóm új, erre a célra épített kápolnájába.

## Emlékezete

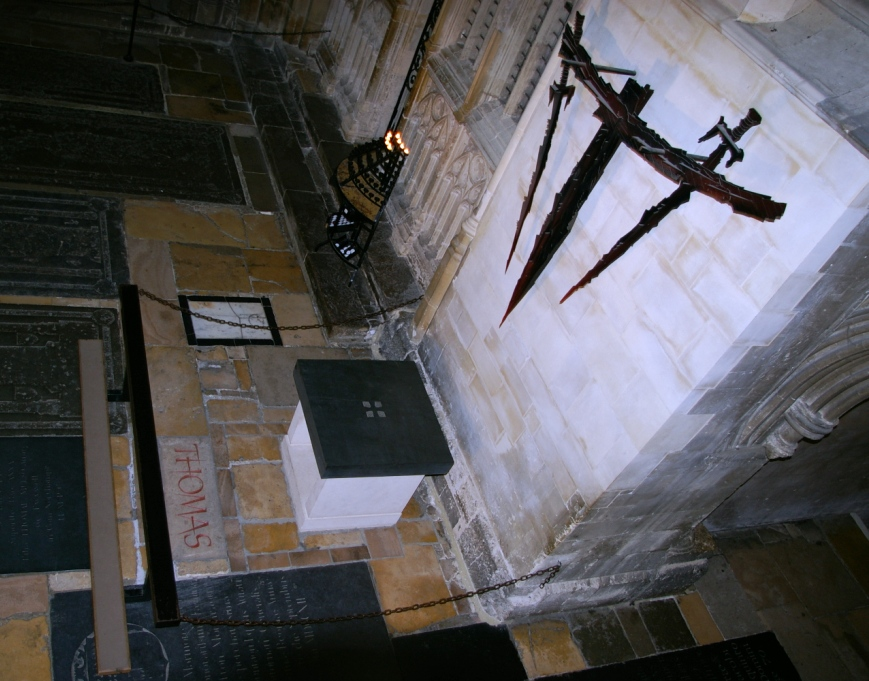
Thomas Becket meggyilkolásának helye a canterburyi katedrálisban

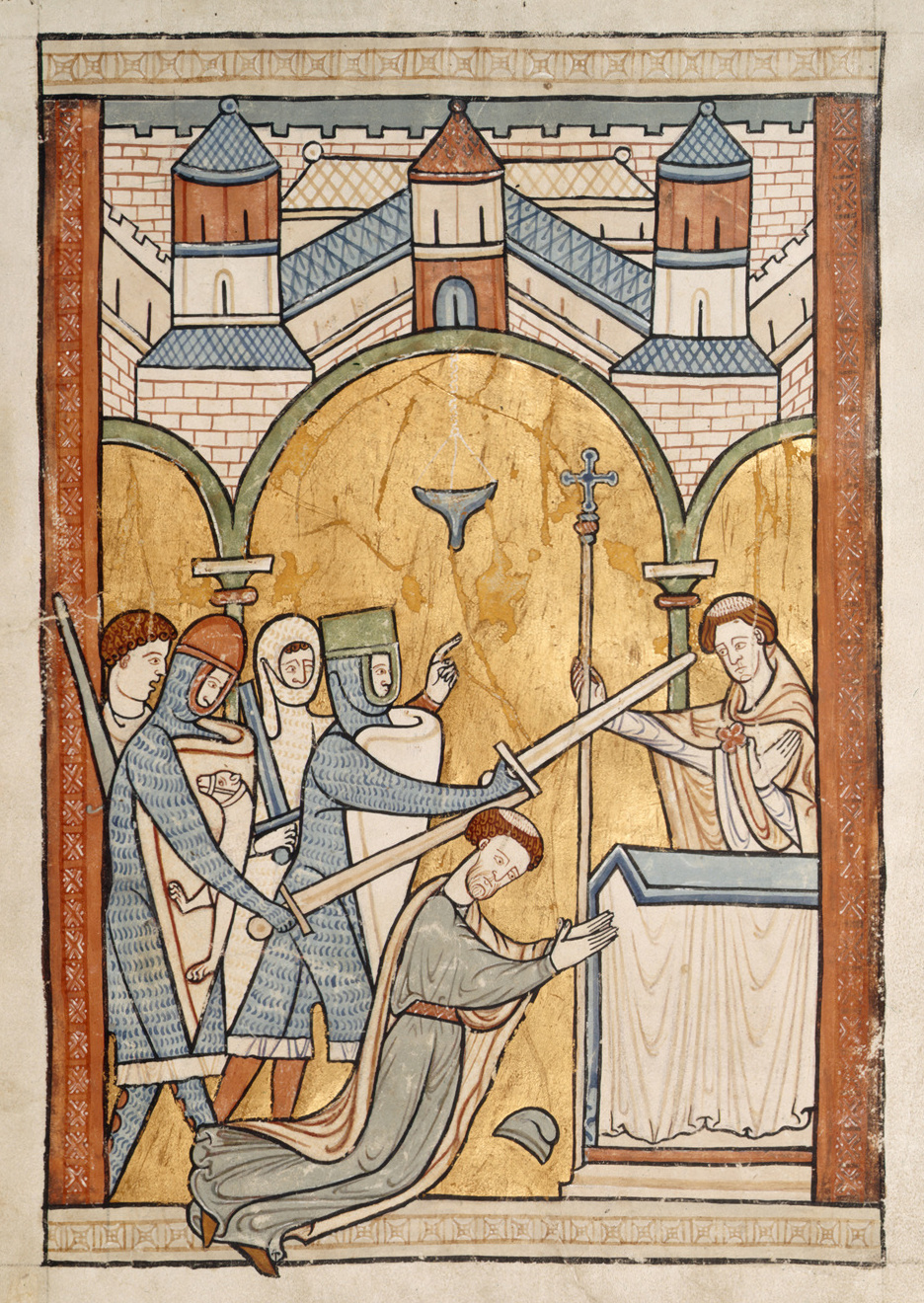
Becket Tamás meggyilkolásának legkorábbi ismert ábrázolása egy 13. századi kéziratból

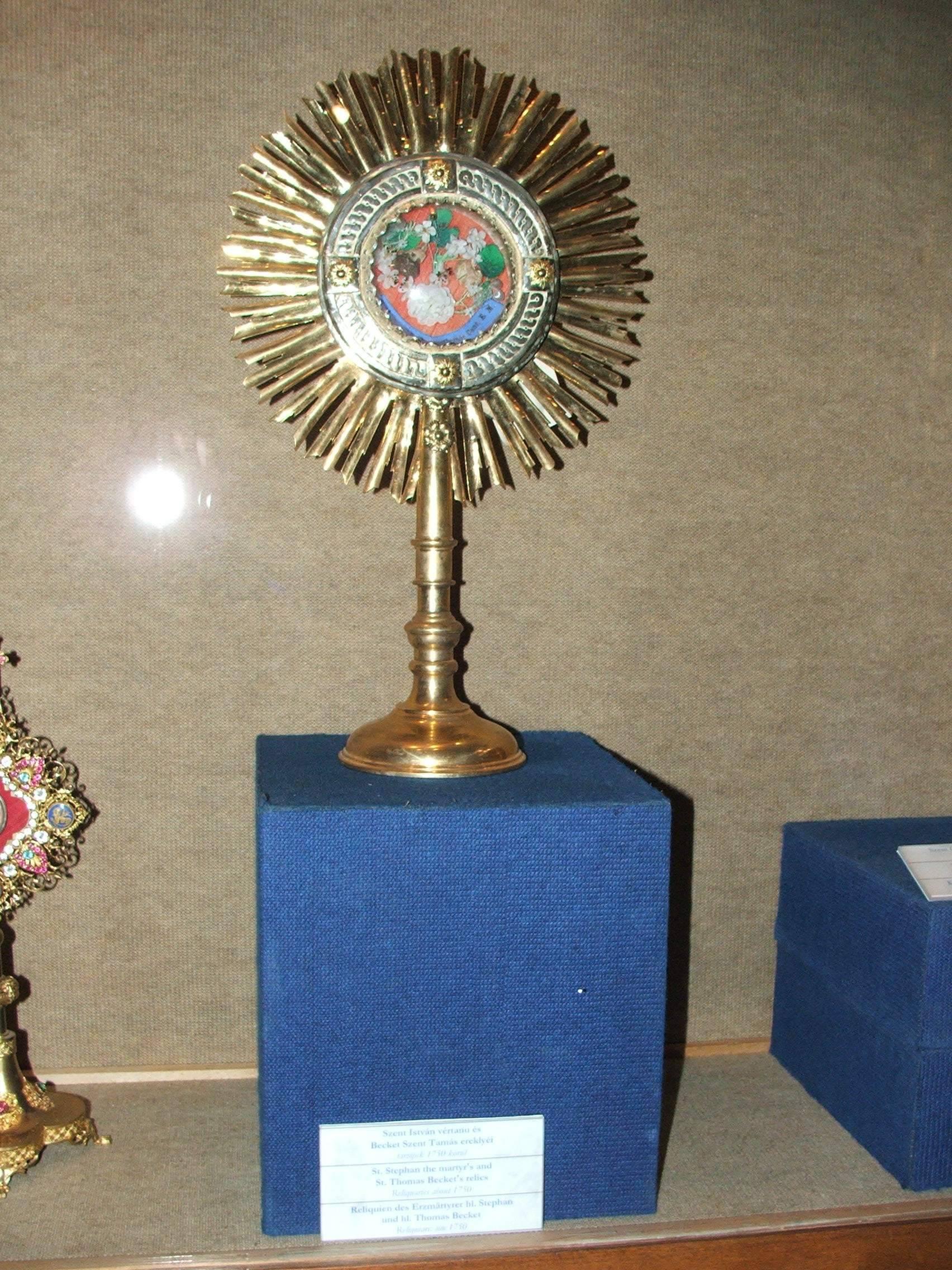
Szent István vértanú és Becket ereklyéi az esztergomi Főszékesegyházi Kincstárban

- Becketet már 1173-ban szentté avatták. Tiszteletére a pápa évenként megtartandó ünnepet rendelt, s minden 50 évben jubileumot. VIII. Henrik angol király betiltotta ezt az ünnepet, és Becket földi maradványait elégettette. (Érdekes egybeesés, hogy Becket Tamás sorsa 365 évvel később kísértetiesen megismétlődött, csakhogy ezúttal Morus Tamás szenvedett vértanúhalált, ugyancsak egy Henrik nevű király ítélete által.)

- Esztergomban a Szenttamás városrész és egy hegy is nevét viseli, valamint a Becket Szent Tamás-kápolnában helyezték el ereklyéit, amelyek 1538-ban kerültek a városba. Ennek oka, hogy Bánfi Lukács esztergomi érsekkel együtt tanultak Párizsban. Becket halála után Lukács érsek templomot építtetett Becket Szent Tamás tiszteletére. Lékai László bíboros kezdeményezésére minden évben gyertyát gyújtanak Esztergomban rá emlékezve, a szent ereklyéje előtt.[5]

- 2005-ben a BBC History magazin tíz történészt kért fel, hogy állítsa össze a brit történelem évszázadonkénti legrosszabb személyiségeit. E listában a 12. századra vonatkozóan Canterburyi Szent Tamás érdemelte ki e kétes címet.[6]

## Becket a művészetekben
- Jean Anouilh: Becket vagy Isten becsülete, színmű
- T. S. Eliot: Gyilkosság a székesegyházban, verses dráma
- Murder in the Cathedral, angol film (1948) T. S. Eliot verses drámájából. Rendezte George Hoellering. A film zenéjét Lajtha László (1892–1963) írta. A film bemutatója 1951-ben volt, a Velencei Filmfesztiválon.
- Becket, angol film (1964), rendezte Peter Glenville, címszerepben Richard Burton, II. Henrik szerepében Peter O’Toole
- Ken Follett: A katedrális
- Pozsgai Zsolt: A király és a szűz